# Sònia Hernández Almodóvar
|  | Sònia Hernández Almodóvar redirigeix aquí. Per a l'escriptora i periodista catalana, vegeu Sònia Hernández. |

Sònia Hernández Almodóvar (Barcelona, 22 de gener de 1968) és una historiadora de l'art catalana. Des del 12 d'agost de 2024 és consellera de Cultura de la Generalitat de Catalunya. Dins de la mateixa conselleria va ocupar el càrrec de directora general de Patrimoni Cultural des del 22 de març del 2022 fins a ser designada consellera dins del Govern de Salvador Illa.
La seva especialització ha estat centrada en l'educació en museus i la comunicació corporativa, àmbit del que disposa un posgrau. La seva trajectòria ha estat vinculada a institucions com el Museu d'Història de Barcelona, Fundació La Caixa, però sobretot al Museu de les Aigües institució on va estar vinculada entre 2005 i 2022, des de 2011 n'era la Directora des d'on ha treballat en els àmbits del patrimoni industrial, museus corporatius i museus de ciències, formant part activa a organitzacions com Ticcih, la Asociación de Espacios y Museos Corporativos, Asociación Española de Museos de la Ciencia y de la Técnica o Associació de Professionals de la Museologia.
Entre 2020 i 2022 va compaginar la direcció del museu amb la d'acció social d'Aigües de Barcelona.